# Lidická sbírka umění
Lidická sbírka umění, spravovaná Památníkem Lidice, představuje unikátní solidární kolekci založenou v 60. letech 20. století britským lékařem sirem Barnettem Strossem (1899–1967) jako vyjádření solidarity s obětmi nacistického teroru a jako oslava života, který se do obce po válce vrátil.

## Historie
V listopadu 1966 vyzval sir Barnett Stross uzavřenou skupinu umělců, aby darovali díla do nově připravované galerie v Lidicích. Zřejmě z důvodu jeho náhlé smrti na jaře roku 1967 a nesprávnému překladu jeho výzvy vznikl dojem, že výzva je otevřená a měla by se šířit po celém světě. To se díky československému Ministerstvu zahraničních věcí stalo a jeho výzva k mezinárodní umělecké solidaritě tak vyvolala nebývalý ohlas v celosvětovém měřítku. Během pouhých několika měsíců darovali převážně mladí umělci z různých kontinentů do vznikající sbírky více než 300 děl, čímž vytvořili unikátní kolekci mezinárodního umění spojeného společným poselstvím solidarity. První expozice darovaných děl, nazvaná "Umělci Lidicím", proběhla mezi květnem a listopadem 1967 v Kulturním domě Lidice a v prostorách Středočeské galerie na zámku Nelahozeves.

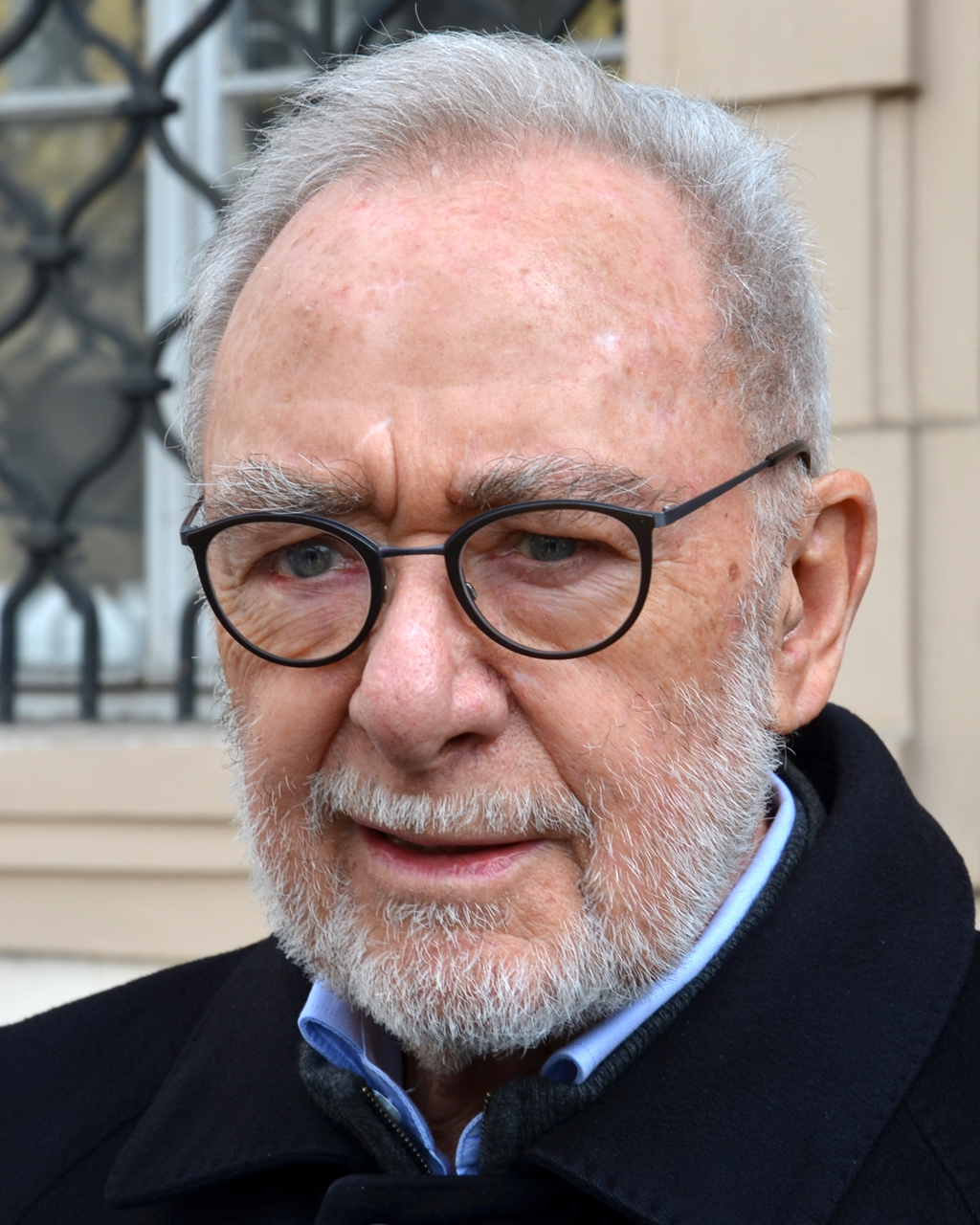
Gerhard Richter, autor díla "Onkel Rudi", které daroval Lidické sbírce umění v roce 1967

Informace o vznikající sbírce nalezla odezvu i v západním Německu. Mladý galerista René Block (* 1942) reagoval na Strossovu výzvu organizací výstavy, která se jako první v poválečné historii pokusila prostřednictvím umění reflektovat německou nacionálně socialistickou minulost. V roce 1967 uspořádala Blockova galerie v Západním Berlíně výstavu "Hommage à Lidice" představující díla mladých představitelů západoněmecké avantgardy jakými jsou dnes světově známí autoři jako je Gerhard Richter, Joseph Beuys, Sigmar Polke, Wolf Vostell a Blinky Palermo. Block následně usiloval o začlenění těchto děl do nově vzniklé lidické sbírky, avšak politické napětí studené války tento záměr komplikovalo.
Průlom nastal v roce 1968, kdy český kurátor a kritik Jindřich Chalupecký úspěšně uspořádal výstavu "Západoněmecká a západoberlínská avantgarda pro Lidice", v té době prestižní Galerii Václava Špály v Praze. Invaze vojsk Varšavské smlouvy do Československa však tyto slibně se rozvíjející kulturní výměny násilně přerušila. V obavách před cenzurou a možným zničením děl Chalupecký zajistil jejich bezpečné uložení na zámku Nelahozeves, kde zůstala ukryta až do 90. let 20. století.

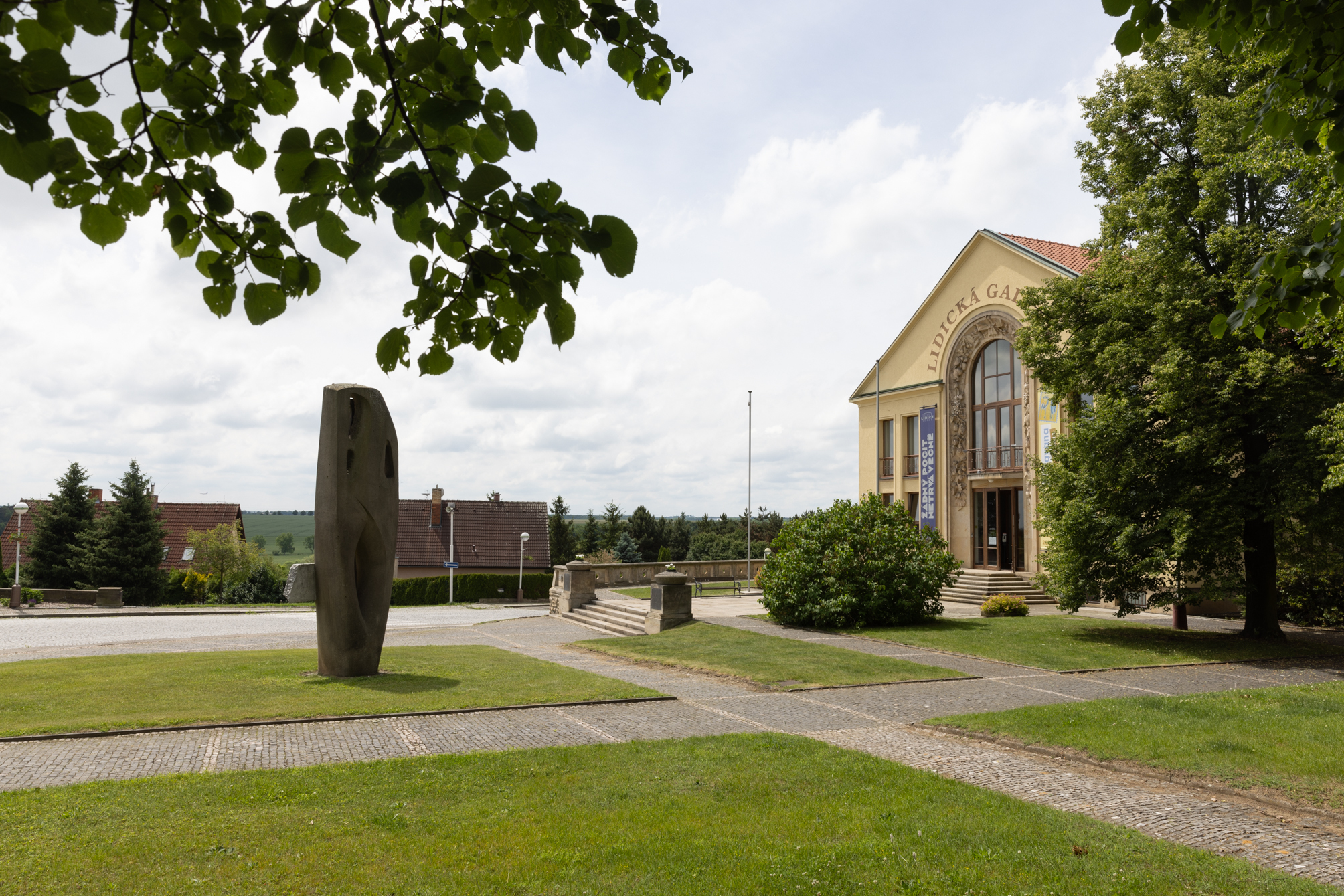
Budova Lidické galerie a její okolí

Přestože československá vláda původně přislíbila vybudování specializované galerie, tento závazek nebyl naplněn. Architektonická soutěž na galerii proběhla na konci 60. let 20. století, výsledky soutěže byly publikovány v časopise Stavba, přičemž soutěž skončila bez vítěze. Na druhém místě se umístil projekt architektů Josefa Širce a Borise Čepka. Sbírka byla dlouhodobě deponována ve Středočeské galerii, později přejmenované na České muzeum výtvarného umění v Praze. Teprve v roce 1996 byla Blockem darovaná díla poprvé veřejně prezentována, právě v ČMVU. Definitivní řešení přišlo až v roce 2003, kdy byla předána pod správu Památníku Lidice a nalezla domov v původním Kulturním domě Lidice, navrženém architektem Richardem Ferdinandem Podzemným, autorem Podolského plaveckého stadionu.

## Současnost
Od roku 2023 dochází k většímu otevírání Lidické sbírky umění jak vůči odbornému publiku, tak široké veřejnosti. Lidická sbírka umění již není jen archiv, ale organizuje širokou škálu výstavních a veřejných programů. Od 2024 probíhá rozsáhlá digitalizace sbírky a od roku 2025 organizuje Lidická sbírka umění rezidenční programy pro pracovníky KKS z méně privilegovaných skupin. V posledních letech se sbírce též povedlo navázat spolupráci s Národní galerií v Praze, Kunsthalle Vídeň, MoCA Skopje, s iniciativou pro současné umění tranzit.cz na jejich Bienále Ve věci umění či s Univerzitou Jana Evangelisty Purkyně v Ústí nad Labem. 